# Archibald Hall
Archibald Thomson Hall, även känd som Roy Fontaine, född 17 juni 1924 i Glasgow, Skottland, död 16 september 2002 i Portsmouth, Hampshire, var en brittisk seriemördare och tjuv. Han blev känd som Mördarbutlern eller Monsterbutlern efter att ha begått sina brott då han arbetade hos medlemmar av den brittiska aristokratin. Vid sin död var han den äldsta personen i Storbritannien som avtjänade ett livstids fängelsestraff.

### Fotnoter
1. ↑  ”Serial killing butler dies in prison aged 78”. News.Scotsman.com. 31 oktober 2002. http://www.scotsman.com/news/scottish-news/top-stories/serial-killing-butler-dies-in-prison-aged-78-1-854573. Läst 26 juli 2012.